# 大津電車軌道1形電車
大津電車軌道1形電車（おおつでんしゃきどう1がたでんしゃ）は、大津電車軌道（京阪電気鉄道の前身の一つ）が開業に備え、1913年（大正2年）に製造した電車である。

## 概要
大津電車軌道の大津駅（現・びわ湖浜大津駅） - 膳所駅（現・膳所本町駅）間の開業に向け、1913年（大正2年）に名古屋電車製作所で10両が製造された。前面非貫通3枚窓、側面の窓配置はD8D（新製当時はオープンデッキで京阪電気鉄道との合併後に乗降口に扉を設置）、モニタールーフというスタイルの木造の小型4輪単車で、ポール集電、救助網、ステップつきと路面電車スタイルであった。電装品はAEG製、台車はマウンテンギブソン21EMである。
1929年（昭和4年）の京阪電気鉄道との合併後の改番で80型（80 - 89）となり、引き続き石山坂本線で使用されていた。その後80は1930年（昭和5年）に廃車され、89は1935年（昭和10年）に京都市電気局（京都市電）に譲渡され182となったが、1940年（昭和15年）に廃車となっている。残る8両は70型の京津線への大量投入により、押し出される形で20形、30型が石山坂本線に転属してきたことで1948年（昭和23年）から1950年（昭和25年）にかけて廃車となり、本形式は形式消滅した。